# Malcolm Lee
Malcolm Lee (ur. 22 maja 1990 w Riverside) – amerykański koszykarz, występujący na pozycji rzucającego obrońcy, obecnie zawodnik Tigers Tübingen.
W 2008 wystąpił w trzech spotkaniach gwiazd amerykańskich szkół średnich – Jordan Classic, Nike Hoop Summit, McDonald’s All-American. Został też zaliczony do IV składu Parade All-American.
1 listopada 2017 został zawodnikiem bośniackiego BC Igokea Aleksandrovac.

## Osiągnięcia
Stan na 15 października 2018, na podstawie, o ile nie zaznaczono inaczej.
NCAA
- Uczestnik II rundy turnieju NCAA (2009, 2011)
- Zaliczony do I składu:
  - Pac-10 (2011)
  - defensywnego Pac-10 (2011)

Drużynowe
- Wicemistrz Bośni i Hercegowiny (2018)
- Zdobywca Pucharu Bośni i Hercegowiny (2018)

Reprezentacja
- Wicemistrz Ameryki U-18 (2008)